# Schrein-Shintō

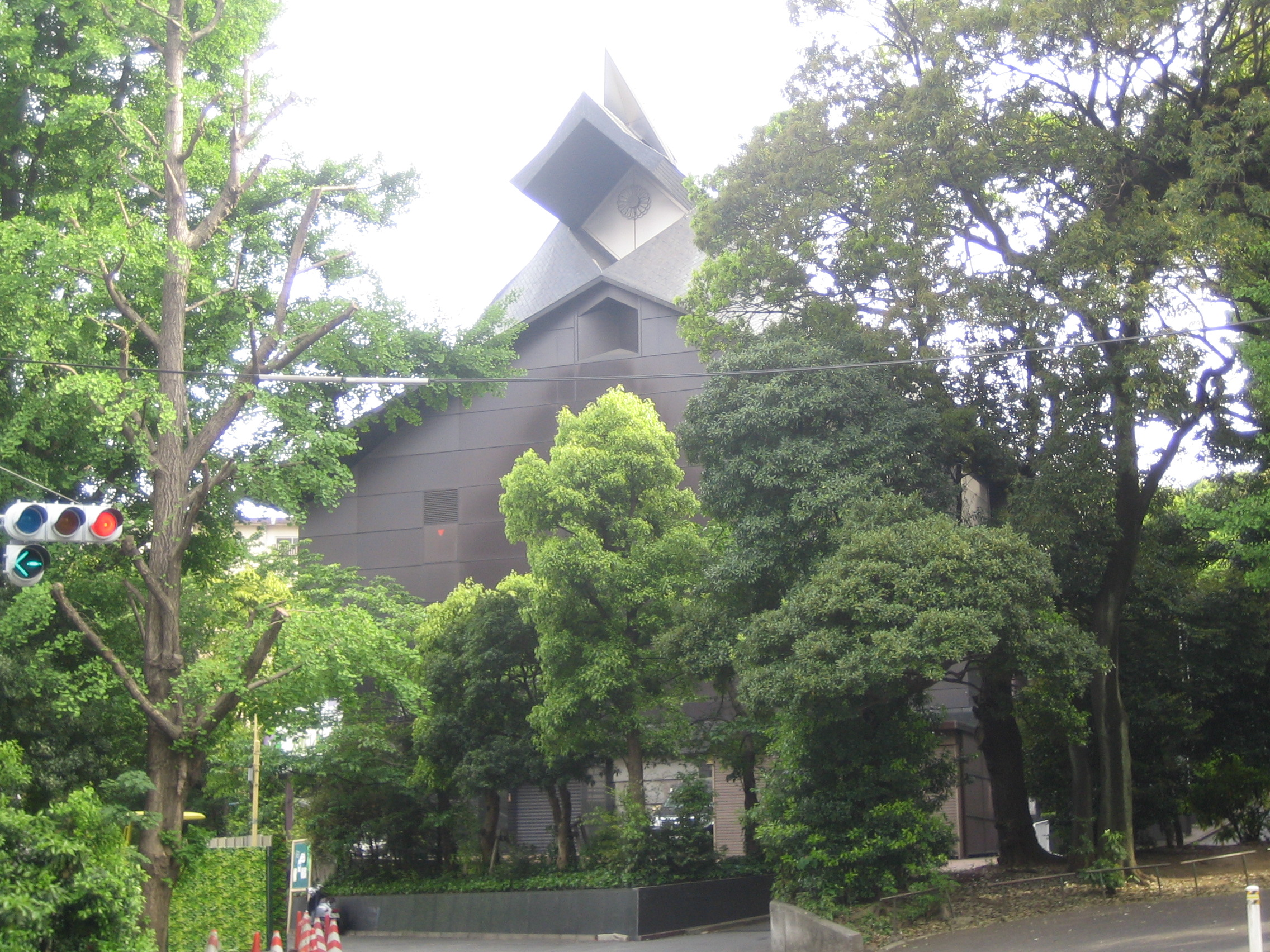
Gebäude des Jinja-Honchō in Yoyogi, Shibuya, Tokio

Schrein-Shintō (japanisch 神社神道 jinja shintō) ist der Sammelbegriff für die religiöse Tradition, wie sie in tausenden von Shintō-Schreinen in Japan praktiziert wurde und wird. Sie grenzt sich damit ab vom kaiserlichen Shintō, den Riten der kaiserlichen Familie Japans, sowie dem Sekten-Shintō, religiösen Gemeinschaften, die sich bereits zum Ende des 19. Jahrhunderts abgespalten haben.
Ausgehend von den schriftlichen Quellen existierten Shintō-Schreine und ihre damit untrennbar verbundene eigene Ausrichtung des Shintō bereits zur selben Zeit, aus der auch die ältesten Quellen stammen, die vom Shintō selbst berichten.
Im Schrein-Shinto gibt es gegenwärtig keine zentrale Autorität. Es gab in der Geschichte Japans jedoch immer wieder Versuche der politischen Vereinnahmung, insbesondere zur Zeit des Staats-Shintō seit der Meiji-Restauration bis zur Kapitulation Japans.

## Überblick
Die Dachorganisation der Schreine ist Jinja-Honchō (神社本庁, wörtlich: „Schrein-Hauptamt“), die 1946 nach der Auflösung des Staatsshintō gegründet wurde. Es handelt sich dabei um eine lose Vereinigung der dort organisierten Schreine. Das Jinja-Honchō definiert Schrein-Shintō als all das, was von Shintō-Priestern (kannushi) ausgeführt wird, sowie kultische Handlungen im Zusammenhang mit kamidana, sofern diese ein von einem richtigen Schrein ausgestelltes o-fuda (御札) erhalten haben. Straßen- sowie Reisfeld-Kami werden von dieser Definition ausgenommen, da diese oft auch von buddhistischen Priestern verehrt werden.
Es existieren auch andere Schrein-Organisationen, und manche große Schreine, wie z. B. der Yasukuni-Schrein und der Fushimi Inari-Taisha, sind unabhängig und in keinen Organisationen organisiert.
Für den Schrein-Shintō sind auch keine heiligen Schriften bindend. Das Kojiki, das Nihonshoki und andere Schriften aus dem siebenten und achten Jahrhundert werden jedoch als zentrale Quellen für verschiedene Mythen angesehen.
Im Jahr 1956 gab der Jinja-Honchō eine Schrift mit dem Titel „Allgemeine Art und Weise eines Lebens in Verehrung der Kami“ heraus. Deren Hauptpunkte sind:
1. Dankbar zu sein für die Segnungen der Kami und die Unterstützung der Ahnen, gewissenhaft zu sein in der Ausführung der Shintō-Rituale und sich ihnen zu widmen in Aufrichtigkeit, Fröhlichkeit und Reinheit des Herzens
2. Anderen und der Welt als Ganzes gegenüber hilfreich zu sein durch gemeinnützige Taten ohne Belohnung dafür zu erwarten, und die Weiterentwicklung der Welt zu suchen als jemand dessen Leben den Willen der Kami ausdrückt
3. Sich selbst mit anderen zu binden in harmonischer Anerkennung des Willens des Kaisers, dafür betend, dass das Land gedeihe und auch andere Völker in Frieden und Wohlstand leben mögen

Oberster Priester ist der Tennō, der japanische Kaiser, jedoch eher im zeremoniellen als im dogmatischen Sinn. Als oberster Schrein wird der Ise-Schrein, der Schrein der Sonnengöttin Amaterasu angesehen.
Letztlich ist der Schrein-Shintō aber eine Vereinigung vieler einzelner Schreine, mit einer Vielzahl verehrter Kami, lokaler Traditionen, Zeremonien, Festen (Matsuri) und Mythen. Zwischen 80 und 90 Millionen Japaner besuchen mindestens einmal pro Jahr einen Schrein, für gewöhnlich am japanischen Neujahr (hatsumōde).